# Fred Giannelli
Pour les articles homonymes, voir Giannelli.
Fred Giannelli, né en 1960, est un producteur américain de musique électronique qui a commencé sa carrière à la fin des années 1970. À partir de 1988, il a produit un certain nombre de morceaux Techno dont la plupart sont sortis sur le label Plus 8 Records à la suite de son travail avec Richie Hawtin et ses collaborations avec Daniel Bell.
Son style varie entre techno de Détroit, electro, acid house, acid techno, musique expérimentale et ambient. Fred Giannelli possède également son propre label nommé Telepathic Record.

## Pseudonymes de Fred Giannelli
- The Acid Didj
- The Cranky Scientist
- Deneuve
- FredEx
- The Kinky Scientist
- The Kooky Scientist
- The Kranky Scientist
- Mazdaratti
- PTV
- Sickmob
- Turning Shrines

## Divers groupes auxquels Fred Giannelli a appartenu
- G-Man
- Psychic TV
- Spawn